# جين أمونز
جين أمونز (بالإنجليزية: Gene Ammons)‏ هو عازف ساكسفون أمريكي، ولد في 14 أبريل 1925 في شيكاغو في الولايات المتحدة، وتوفي بنفس المكان في 23 يوليو 1974 بسبب ذات الرئة.

## وصلات خارجية
- جين أمونز على موقع الموسوعة البريطانية (الإنجليزية)
- جين أمونز على موقع ميوزك برينز (الإنجليزية)
- جين أمونز على موقع أول ميوزيك (الإنجليزية)
- جين أمونز على موقع ديسكوغز (الإنجليزية)